# Armand Berton

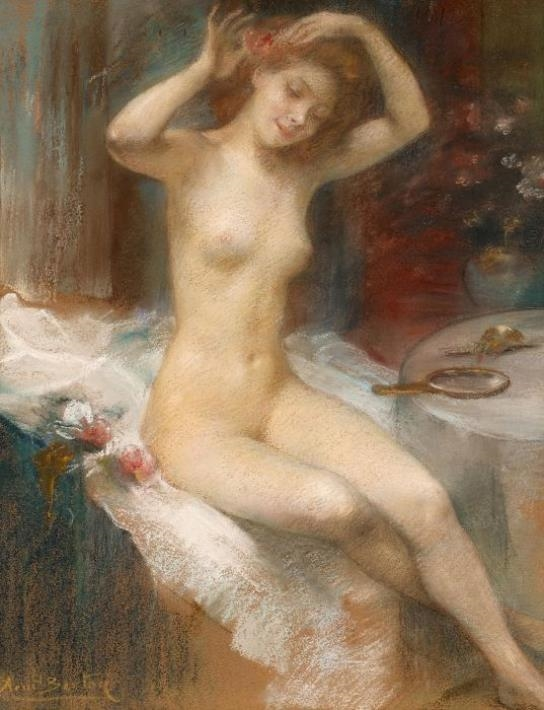
Vor der Toilette

Armand Berton (* 16. September 1854 in Paris; † 29. September 1917 ebenda) war ein französischer gehörloser Genre- und Aktmaler, Illustrator und Radierer.

## Leben und Werdegang
Armand Berton studierte anfangs an der Ecole des Arts Decoratifs bei Alexandre Laemlein (1813–1871). Früh von der vollständigen Taubheit befallen, setzte er sein Studium ab dem 19. März 1872 an der École des beaux-arts de Paris bei Alexandre Cabanel und Adolphe Yvon fort.
Armand Berton wurde 1892 Mitglied der Société nationale des beaux-arts und stellte dort von 1875 bis 1910 aus. 1900 wurde er zum Ritter der Ehrenlegion ernannt.
Sein Pariser Atelier befand sich in der Rue Madame 60, dann in der Rue de Bagneux 9.
Von 1905 bis 1915 schuf er auch Radierungen. Er illustrierte zwei Bücher:
- Theokritos, Œuvres, traduction de Paul Desjardins, Paris, Société des Cent bibliophiles, 1910, Auflage 130 Stück mit 36 Radierungen.
- Jules Lemaître, Trois contes en marge d'Homère, Paris, Les Amis des livres, 1921, Auflage 110 Stück mit 37 Radierungen.